# Terminator (robot)
În seria de filme Terminator, un terminator este un personaj robot autonom fictiv, tipic umanoid, conceput original drept soldat și asasin indestructibil, precum și ca infiltrator.
James Cameron a introdus primul personaj terminator în filmul său din 1984, Terminatorul, acesta fiind descris ca un cyborg denumit simplu "Terminator", interpretat de Arnold Schwarzenegger. Filmele Terminator ce au urmat au introdus modele adiționale, unele surse atribuindu-i personajului lui Schwarzenegger un nou număr de model, ceea ce a dus la multiple nume conflictuale.

## Caracteristici robotice
- Modelele robot "terminator" sunt construite din hiperaliaj de titan care rezistă la cele mai puternice explozibile convenționale.

- Acestea modele-ficțiune au ca sursă de energie reactori miniaturizați cu fuziune nucleară de hidrogen, care le oferă putere și anduranță formidabilă.

- Ca sistem nervos,  ar dispune de inteligență artificială foarte avansată, bazată pe rețele neuronale copiate după creierul uman. Ar fi capabili să învețe precum oamenii.

- Unii roboți-terminatori au fost capturați de oameni (în filme) și au fost reprogramați, fiindu-le înlăturată bariera impusă de Skynet pentru a nu dezvolta o voință proprie. Odată ce microprocesorul a fost poziționat (setat) pe mod "învățare", rețeaua neuronală le-ar permite să dezvolte o inteligență cu mult superioară eliberatorilor umani. Seriile T-900, T-950 au fost concepute pentru a-i vâna.

- Ca arme folosesc sisteme grele cu plasmă - gaz ionizat.

- Într-un rezervor sunt stocate o celulă de energie și o cantitate mică de hidrogen rafinat. La apăsarea trăgaciului, energia și hidrogenul sunt eliberate din rezervor. Hidrogenul este injectat într-o cutie unde este comprimat de câmpuri magnetice. Energia servește pentru a alimenta un laser puternic care supraîncălzește hidrogenul comprimat la un stadiu de plasmă încinsă la temperaturi foarte înalte (mii de grade Celsius). Cutia cu magneți se deschide, fiind conectată la țeava armei. Un câmp magnetic ghidează și accelerează plasma de-a lungul țevii, aceasta aratând ca un fulger. Un laser pilot aflat sub țeavă vaporizează o traiectorie prin atmosferă spre țintă cu o microsecundă înainte ca plasma să părasească țeava. Fasciculul de plasmă urmează unda laser la viteze mari (aprox. 8,5 km/s). Aceste arme se bazează și ele pe prototipuri primitive create de firmele Westinghouse și General Dynamics.

## Modele de Terminatori
Primul model de terminator prezentat, denumit simplu "Terminatorul", a apărut în primul film, cu un nou model de terminator adăugat pentru fiecare din filmele ce au urmat. În plus față de modelele prezentate în filme, alte surse au descris mai multe tipuri, inclusiv modele T-800 cu o înfățișare diferită de a lui Schwarzenegger, T-70 din T2 3-D: Battle Across Time și femeia I-950 din T2: Infiltrator.
| Model                                                               | Interpretat/Realizat | Apariție |
| ------------------------------------------------------------------- | --- | --- |
| T-1                                                                 | - robot telecomandat | - Terminatorul 3: Supremația Roboților |
| T-70                                                                | - model creat prin efecte speciale | - T2 3-D: Battle Across Time |
| T-600 Seria 600                                                     | - efecte practice | - Terminatorul: Războiul continuă - Terminator Salvarea                                                                                   |
| T-800/850/101 - numit și T-800 sau T-101 (T3) - Seria 850 Model 101 | - Arnold Schwarzenegger - Franco Columbu - stop motion - efecte practice - CGI (imagini generate folosind computerul) - Roland Kickinger | - Terminatorul - Terminatorul 2: Ziua Judecății - T2 3-D: Battle Across Time - Terminatorul 3: Supremația Roboților - Terminator Salvarea |
| T-888 - Cromartie - Vick                                            | - Owain Yeoman - Garret Dillahunt - Matt McColm - CGI - efecte practice                                                                  | - Terminatorul: Războiul continuă |
| T-1000                                                              | - Robert Patrick - Shirley Manson - alți membri ai distribuției - CGI - efecte practice                                                  | - Terminatorul 2: Ziua Judecății - T2 3-D: Battle Across Time - Terminatorul: Războiul continuă                                           |
| T-1000000                                                           | - CGI | - T2 3-D: Battle Across Time |
| T-X                                                                 | - Kristanna Loken - alți membri ai distribuției - CGI - efecte speciale                                                                  | - Terminatorul 3: Supremația Roboților |
| Cameron Phillips/ Model necunoscut                                  | - Summer Glau - efecte practice | - Terminatorul: Războiul continuă |
| Carter/ Model necunoscut                                            | - Brian Bloom - efecte practice | - Terminatorul: Războiul continuă |
| I-950                                                               | | - T2: Infiltrator - T2: Rising Storm - T2: Future War                                                                                     |